# Zwarte kielnaaktslak
De zwarte kielnaaktslak (Milax gagates) is een slakkensoort uit de familie van de Milacidae. De wetenschappelijke naam van de soort werd in 1801 voor het eerst geldig gepubliceerd door Jacques Draparnaud.

## Beschrijving
Het lichaam van de zwarte kielnaaktslak bereikt in uitgestrekte toestand een lengte van 5 tot 6 cm en is hoogstens 1 cm in doorsnede. In geconserveerde staat krimpt het lichaam sterk (25 tot 30 mm lang, 6 tot 8 mm breed). Volwassen dieren zijn meestal donkergrijs of zwart. Er zijn ook lichtere kleurvarianten of lichtbruine vormen. De lichaamskleur wordt lichter naar de voetzool toe. De mantel neemt ongeveer 35-40% van de lichaamslengte in beslag wanneer deze uitgerekt is. De kiel is zeer duidelijk ontwikkeld en afgeknot aan de achterkant. De kiel en de ademopening hebben meestal de lichaamskleur, de kiel kan soms wat lichter of wat bruiniger zijn. Er zijn 16 tot 17 putjes zichtbaar tussen de kiel en de ademopening, die zich aan de rechterzijde bevindt, achter het midden van het schild. De zijkanten hebben ongeveer 14 longitudinale rijen rimpels aan elke kant, elk iets doffer van kleur. De rimpels zijn echter relatief zwak. De zool heeft in de lengterichting donkere randzones en een witachtige middenzone. Het slijm van de voetzool is kleurloos of witachtig. Inwendig is onder het schild een klein (4 x 2,5 mm) schildvormig schelpje aanwezig.

### Soortgelijke soorten
De zwarte kielnaaktslak is alleen qua uiterlijk niet te onderscheiden van de Siciliaanse kielnaaktslak (Milax nigricans). Een betrouwbare bepaling maakt alleen het onderzoek van het genitaal kanaal mogelijk. De stimulator van M. nigricans heeft (significant meer) papillen aan de basis en niet aan het vrije uiteinde. Milax ater uit Noord-Afrika heeft een stimulator zonder papillen of heeft slechts enkele uitlopers aan het vrije uiteinde. Gemiddeld is de Siciliaanse kielnaaktslak iets groter, de mantel iets kleiner (ten opzichte van de totale lengte), het lichaam is iets lichter van kleur en de zool is monochroom.

## Geografische spreiding en leefgebied
Het oorspronkelijke verspreidingsgebied was waarschijnlijk het westelijke Middellandse Zeegebied inclusief Zuid-Frankrijk en Noord-Afrika en wellicht ook de Canarische Eilanden. Tegenwoordig is de soort bijna wereldwijd verspreid, naar Australië, Zuid-Amerika, Noord-Amerika (bijv. Mexico, Californië), Tasmanië, Nieuw-Zeeland, Japan, enkele eilanden in de Stille Oceaan (bijv. Hawaï, Rapa Nui, Juan Fernández-eilanden), Zuid-Afrika, Sri Lanka en enkele Atlantische eilanden (bijv. Bermuda, Sint-Helena). In Europa breidt de soort zijn verspreidingsgebied voornamelijk uit naar het noorden. Het is stevig verankerd in de kustgebieden van West-Frankrijk, België en Nederland en de Britse Eilanden. Volgens Vollrath Wiese komt de soort af en toe voor in cultuurgrond in Duitsland, maar is hij nog niet stevig ingeburgerd.
In de oorspronkelijke verspreidingsgebieden leven de dieren in bossen en kreupelhout, natuurlijke weiden, bij voorkeur in de buurt van water en in de buurt van de kust. In andere gevallen komt de zwarte kielnaaktslak voornamelijk voor in cultuurland omdat hij wordt overgedragen met planten.